# Plastic Interface for Collaborative Technology Initiatives through Video Exploration
Plastic Interface for Collaborative Technology Initiatives through Video Exploration
(PICTIVE) ist eine konsequent leichtgewichtige Softwareentwicklungsmethode um partizipative Softwareentwicklung in ein Projekt zu integrieren. Die wichtigsten Merkmale sind die Verwendung möglichst einfacher,
intuitiver Techniken und eine starke Fokussierung auf das Design der
Benutzerschnittstelle.
PICTIVE wurde von M. J. Muller Anfang der 1990er Jahre als Gegenentwurf zu den sehr
stark strukturierten, aus dem skandinavischen Raum stammenden partizipativen
Entwicklungsmethoden entwickelt. Die Partizipation wird von PICTIVE in erster Linie
durch die Beteiligung der Nutzer am Design eingefordert. Diese Beteiligung soll dabei durch die aktive und bestimmungsgebende Teilnahme des Nutzers im Entwicklungsprozess aufgewertet werden.

## Vorgehen
Ganz im Sinne seiner Hauptrichtlinien gibt es einen einfachen, bei Bedarf wiederholbaren Prozessschritt: die PICTIVE-Sitzung, die aus den folgenden Teilen besteht:
- der Erstellung eines Alltagsszenarios durch den Anwender für das zu entwickelnde System,
- der Entwicklung von Designlösungselementen durch den Anwender,
- der gegenseitigen Vorstellung aller Beteiligten, in der Regel eines Entwicklers und des Anwenders und einer optionalen, kurzen gegenseitige Einführung in die für das Softwaresystem wichtigen Fachgebiete,
- einer Diskussionsphase, in deren Verlauf eine finale Designlösungen generiert und
- einem Test in Form eines Durchlaufes durch die gewählte Designlösung anhand des Alltagsszenarios mit der gleichzeitigen Vergegenwärtigung von Designentscheidungen.

## Werkzeuge
Wichtig ist dabei, dass sämtliche Designvorschläge nicht auf dem Computer, sondern mit intuitiveren Alltagswerkzeugen wie Stift und Papier erfolgen. Die Lösung soll bereits das komplette Fensterlayout umfassen. Für die letzte Phase der PICTIVE-Sitzung kann auch eine Videoaufzeichnung des Durchlaufes erfolgen, um bei einer späteren Implementation die Sukzession der Inhalte für nicht an PICTIVE beteiligte Entwickler kenntlich zu machen.